# Halicyclops souzacruzae
Halicyclops souzacruzae is een eenoogkreeftjessoort uit de familie van de Halicyclopidae. De wetenschappelijke naam van de soort is voor het eerst geldig gepubliceerd in 1981 door Rocha C.E.F..